# Elam
Elam è il nome convenzionale con cui si fa riferimento a una civiltà sviluppatasi dal III al I millennio a.C. nell'area corrispondente all'attuale Iran occidentale, nelle regioni del Khuzistan e del Fars. I due centri di riferimento furono Susa, nell'estensione sud-orientale del bassopiano mesopotamico, e Anshan, identificato con il sito di Tall-i Malyan, nella piana di Marvdasht (a nord-est di Shiraz), la stessa in cui più tardi fu costruita Persepoli.

## Etimologia
Il nome, correntemente usato negli studi sul Vicino Oriente antico, deriva dalla tradizione biblica, secondo la quale deriverebbe a sua volta da Elam (עֵילָם in ebraico), figlio maggiore di Sem e nipote di Noè, come attesterebbe Genesi, 10,22. Il dettato biblico dà dunque a intendere che Elam avrebbe generato la sua discendenza in queste terre. Presumibilmente, però, l'origine della popolazione elamica non era semitica. Gli Elamiti chiamavano la propria terra Haltamti, che corrispondeva a ELAM in lingua sumera, mentre in lingua accadica il nome era Elamû ("abitante di Susa"; al femminile Elamītu). I geografi greci la conoscevano con il nome di Susiana, dal nome del grande centro elamico e poi achemenide, Susa, il più importante centro della satrapia detta "Susiana".

## Datazione
| Schema cronologico del neolitico del Vicino Oriente | Schema cronologico del neolitico del Vicino Oriente | Schema cronologico del neolitico del Vicino Oriente | Schema cronologico del neolitico del Vicino Oriente                            | Schema cronologico del neolitico del Vicino Oriente | Schema cronologico del neolitico del Vicino Oriente | Schema cronologico del neolitico del Vicino Oriente | Schema cronologico del neolitico del Vicino Oriente |
| 6000                                                | Khabur                                              | Gebel Singiar Assiria                               | Medio Tigri                                                                    | Bassa Mesopotamia                                   | Khuzistan                                           | Anatolia                                            | Siria                                               |
| --------------------------------------------------- | --------------------------------------------------- | --------------------------------------------------- | ------------------------------------------------------------------------------ | --------------------------------------------------- | --------------------------------------------------- | --------------------------------------------------- | --------------------------------------------------- |
| 5500                                                |                                                     | Umm Dabaghiya                                       |                                                                                |                                                     | Muhammad Giaffar                                    | Çatalhöyük (6300-5500)                              | Amuq A                                              |
| 5200                                                | Halaf antico                                        | Hassuna                                             | Samarra antico (5600-5400) Samarra medio (5400-5000) Samarra tardo (5000-4800) |                                                     | Susiana A                                           | Hagilar Mersin 24-22                                | Amuq B                                              |
| 4800                                                | Halaf medio                                         | Hassuna tardo Gawra 20                              | Samarra antico (5600-5400) Samarra medio (5400-5000) Samarra tardo (5000-4800) | Eridu (= Ubaid 1) Eridu 19-15                       | Tepe Sabz                                           | Hagilar Mersin 22-20                                | Amuq C                                              |
| 4500                                                | Halaf tardo                                         | Gawra 19-18                                         |                                                                                | Haggi Muhammad (= Ubaid 2) Eridu 14-12              | Khazineh Susiana B                                  | Gian Hasan Mersin 19-17                             | Amuq D                                              |

| Schema cronologico del calcolitico del Vicino Oriente | Schema cronologico del calcolitico del Vicino Oriente | Schema cronologico del calcolitico del Vicino Oriente | Schema cronologico del calcolitico del Vicino Oriente | Schema cronologico del calcolitico del Vicino Oriente | Schema cronologico del calcolitico del Vicino Oriente |
| 4500                                                  | Mesopotamia                                           | Mesopotamia                                           | Khūzestān                                             | Siria                                                 | Anatolia                                              |
| 4500                                                  | Sud                                                   | Nord                                                  | Khūzestān                                             | Siria                                                 | Anatolia                                              |
| ----------------------------------------------------- | ----------------------------------------------------- | ----------------------------------------------------- | ----------------------------------------------------- | ----------------------------------------------------- | ----------------------------------------------------- |
| 4000                                                  | Ubaid antico (=Ubaid 3) Eridu 11-9                    | Ninive 3 Gawra 17-14                                  | Susiana C Mehmeh                                      | Amuq D                                                | Mersina 16                                            |
| 3500                                                  | Ubaid tardo (=Ubaid 4) Eridu 8-6 Uruk 18-15           | Ninive 3 Gawra 13-12                                  | Bayat Susa A                                          | Amuq E                                                | Mersina 15                                            |

| Schema cronologico della rivoluzione urbana |                                       |                                                   |                                                           |                           |                                               |
| 3500                                        | Bassa Mesopotamia                     | Alta Mesopotamia                                  | Iran occidentale                                          | Siria                     | Anatolia orientale                            |
| 3200                                        | antico Uruk 14-9 Eridu 5-4            | Gawra 11-10                                       | Khuzistan: Susa B Zagros: Godin 7 Fars: antico Banesh     | Amuq F Hama K             | Malatya 7                                     |
| 3000                                        | tardo Uruk 8-4 Eridu 3-2 Nippur 16-15 | Gawra 9 Ninive 4 Tell Brak ("tempio dell'occhio") | Khuzistan: tipo Uruk Zagros: Godin 5-6 Fars: medio Banesh | Habuba Kebira Gebel Aruda | Malatya 6A Hassek Kurban Hüyük 6 Mersin 14-13 |
| 2900                                        | Gemdet Nasr Uruk 3 Nippur 14-12       | Gawra 8 Ninive 5                                  | Khuzistan: Susa C Zagros: Godin 4 Fars: tardo Banesh      | Amuq G Hama K             | Malatya 6B Kurban Hüyük 5 Mersin 12           |

- regno proto-elamico
  - dinastia di Awan (2350-2200), nel Bronzo Antico III
- regno paleo-elamico
  - dominio di Simashki (2050-1950), a cavallo tra Bronzo Antico e Bronzo Medio
  - dinastia dei sukkal-makh (1900-1750), nel Bronzo Medio, fondata secondo tradizione da Ebarti II (chiamato anche Ebarat II o Eparti II) o da suo figlio Shilkhakha (o Shilhaha)[9]; tale dinastia, dal nome di Eparti, è detta anche "degli Epartidi"
- età oscura (1550-1350)[10]
- regno medio-elamico (seconda metà del II millennio a.C.), a cavallo tra Bronzo Tardo e Ferro I; il regno medio-elamico è diviso in tre fasi, nelle quali si succedettero le seguenti dinastie[9]:
  - Kidinuidi (Medio-elamico I, ca. 1500-1400 a.C.)
  - Igihalkidi (Medio-elamico II, ca. 1400-1200 a.C.)
  - Shutrukidi  (Medio-elamico III, ca. 1200-1100 a.C.)
- seconda età oscura (1100-750)
- regno neo-elamico (750-650)

## Fase protostorica
Insieme all'alluvio mesopotamico, la Susiana fu uno dei grandi centri della prima urbanizzazione: i suoi inizi sono documentati archeologicamente almeno dalla fine del IV millennio a.C. La storia dell'Elam fu condizionata dalla vicinanza con le civiltà mesopotamiche (che influenzeranno in modo significativo la religiosità elamica): l'Elam rappresenterà per millenni una fascia di mediazione e compromesso tra le tradizioni dell'altopiano iranico e quelle dell'alluvio mesopotamico. La ricostruzione della storia dell'Elam rimane piuttosto frammentaria, anche perché si basa principalmente su fonti esterne mesopotamiche.
Nel periodo della rivoluzione neolitica, nel territorio del Khuzistan si svilupparono alcune culture locali. Tra queste, quella di Bus Mordeh (7500-6500), seguita da quella di Ali Kosh (6500-6000). Nel neolitico pieno, in Khuzistan si registrano le culture denominate Muhammad Giaffar, Susiana A, Tepe Sabz, Khazineh, Susiana B.

### Il rapporto con Sumer
Nel III millennio a.C. l'Elam era diviso in vari centri cantonali, i più importanti dei quali erano i centri di Awan (mai localizzato con esattezza) e di Markhashi, fra loro alleati. Alla metà del III millennio a.C. risalgono alcuni scontri documentati epigraficamente tra i principi elamici di questi due centri e i sovrani sumerici.

### Regno proto-elamico
Al re di Adab Lugalannemundu la tradizione attribuisce la creazione di un impero che copriva tutto l'arco montano che va dall'Elam alla Siria (quindi Markhashi, Gutium, Subartu, Martu, Sutium), ma si tratta di un'iscrizione paleo-babilonese, quindi molto tarda e comunque afflitta da seri problemi di attendibilità (si sarebbe trattato della più antica struttura statale a vocazione universalistica). È comunque possibile che l'attribuzione a Lugalannemundu di questa impresa si basi su una qualche concreta realizzazione.Successivamente, la Susiana viene coinvolta nell'espansione colonizzatrice che fa capo alla città di Uruk (periodo di Uruk). Segue un periodo detto "proto-elamico" (3100-2700 a.C.), corrispondente al Bronzo Antico I. La cultura proto-elamica è caratterizzata dall'utilizzo di una scrittura che, come quella di Gemdet Nasr, è uno sviluppo di quella di Uruk IV: le peculiarità e i caratteri originali di questa scrittura proto-elamica sono determinati dal fatto che essa non registra la lingua sumerica (come per le tavolette di Gemdet Nasr), ma una lingua diversa, l'elamico. Di contro all'omogeneità sovraregionale del periodo di Uruk, nel periodo proto-elamico anche la produzione glittica e ceramica è segnata da caratteri locali, dietro cui va ravvisata una tipologia etno-politica indipendente da quella dell'alluvio mesopotamico.
La cultura proto-elamica si estende oltre la Susiana e anzi è possibile che il centro politico in questa fase vada rintracciato più a est: in questa fase, infatti, il sito di Tall-i Malyan (Anshan, nella Parside) raggiunge un'estensione di 50 ettari, mentre i livelli 16-13 dell'acropoli di Susa coeva sono dieci volte più piccoli. È possibile che già in questa fase si sia sviluppato il sistema federato dei cantoni iranici: l'altopiano iranico vede, infatti, la presenza di contesti agricoli vallivi isolati, la cui strutturazione più normale è appunto quella in federazione, con un margine di reciproca indipendenza (questa struttura sarà quella tradizionale in epoca storica). Il cantone di Susa sarà comunque sempre contraddistinto da un forte rapporto con le culture mesopotamiche e Susa diverrà il centro politico elamico tutte le volte in cui il baricentro della politica elamica si sposterà verso la Mesopotamia (sia in termini di pacifico commercio sia, soprattutto, in termini di confronto bellicoso).
Le vie commerciali aperte nel periodo di Uruk verranno ulteriormente sviluppate dal centro politico di Malyan. Tavolette redatte in proto-elamico sono state rintracciate a Susa, a Malyan, ma anche più a nord (Siyalk IV 2) e a est (Tepe Yahya e Shahr-i Sokhta, nel bacino del fiume Helmand). Le pietre dure (clorite e steatite, lavorate o meno) vengono commerciate in tutto l'altopiano iranico, in Mesopotamia e intorno al Golfo Persico. Nella stessa fase, la ceramica del tipo di Gemdet Nasr viene scambiata dai mesopotamici con il rame di Magan (odierno Oman, nell'estremità sud-orientale della penisola arabica): questi scambi determinano lo svilupparsi in loco di strutture politiche più evolute, pur permanendo fondamentalmente una cultura di villaggio. Si delinea così una linea commerciale che va dall'Elam e la Mesopotamia e giunge alle future civiltà della valle dell'Indo (Harappa e Mohenjo-Daro), che i Sumeri indicheranno con il nome di "Melukhkha".

## Storia

Cronologia ed espansione dell'Elam

A questa fase protostorica, segue la prima dinastia elamica, quella di Awan. La cronologia della civiltà elamica può a questo punto dividersi in diversi periodi di particolare evidenza archeologica:

### La dinastia di Awan e il rapporto con Akkad

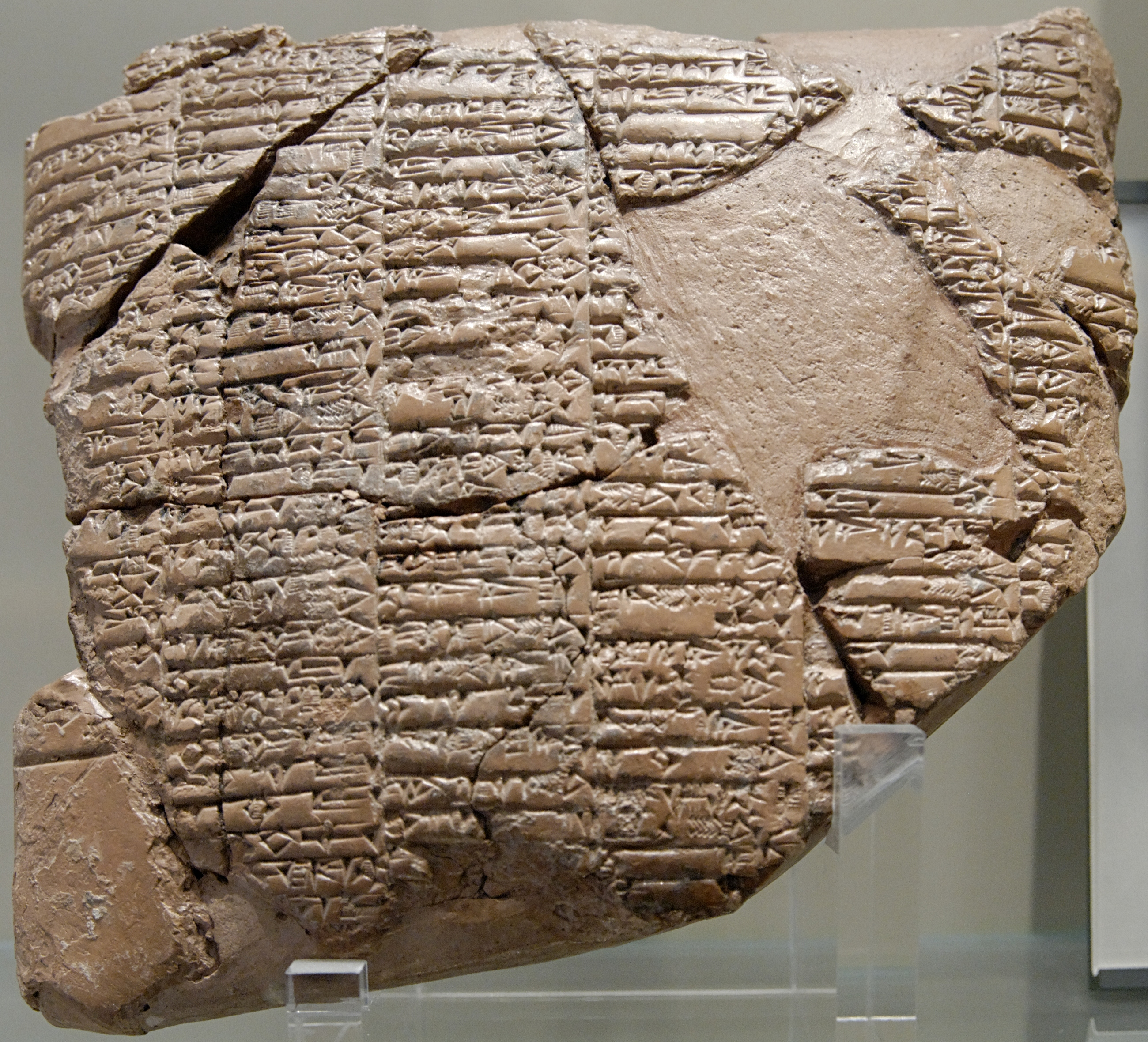
Trattato di alleanza rinvenuto a Susa tra Naram-Sin e Khita (?), un principe di Awan (lingua elamica trascritta in cuneiforme; argilla; 2250 a.C. ca.; Museo del Louvre)

La Susiana, poi, entra nell'orbita d'azione dell'impero accadico, in particolare delle ultime iniziative di Sargon di Akkad (2335-2279 a.C.), il quale affrontò vittoriosamente l'Elam condotto dalla dinastia di Awan e Barakhshi, pur non assoggettandoli direttamente. Anche Rimush di Akkad ebbe a che fare con l'Elam: la rivolta delle città sumeriche cui dovette fare fronte può essere stata sobillata da agenti elamici; successivamente, Rimush attacca una coalizione proveniente dall'altopiano (composta da Elam, Barakhshi e Zakhara), dichiarando che Enlil gli ha dato "tutte le montagne". L'altro figlio di Sargon, Manishtushu, terzo re di Akkad, sembra si sia spinto persino oltre l'Elam, asserendo di aver raggiunto la "montagna della pietra nera" (Anshan e Shirikhum). Quanto a Naram-Sin, in iscrizioni afferma di aver conquistato l'Elam "fino a Barakhshi" (quindi, a quanto sembra, non tutta la federazione). La dinastia di Awan sembra a questo punto dipendere da Akkad (è di questo periodo un trattato, una cui copia è stata scoperta a Susa, tra Naram-Sin e il re dell'Elam) e scompare poco dopo. Susa diventa un governatorato accadico e il paese viene "accadizzato". Poi, con Shar-kali-sharri, sembra che l'Elam ritorni a contrattaccare, ma l'impero accadico è prossimo alla scomparsa.
Il rapporto tra Akkad e Elam è difficile da interpretare e spesso contraddittorio: a sentire le fonti accadiche, l'Elam sarebbe stato rintuzzato a più riprese, ma ancora il re Puzur-In-Shushinak (contemporaneo di Shar-kali-sharri), ultimo re della dinastia di Awan, appare molto potente, né la titolatura dei suoi predecessori fa pensare ad un atteggiamento remissivo. Con l'entrata in crisi della dinastia di Awan, entrano in crisi anche altri centri collegati al commercio di pietre dure operato dall'Elam, come Shahr-i Sokhta (Aratta?). I Gutei, peraltro, che la tradizione indica come causa del tramonto dell'impero accadico, attaccarono anche l'Elam: le conseguenze per l'Elam furono anche più gravi, perché, a differenza che in Mesopotamia, si determinò un declino demografico.

### Regno paleo-elamico

#### La dinastia di Simash e il rapporto con Ur III
La dinastia di Simash vede, tra il XXI e il XX secolo a.C., i seguenti re elamici al potere:
- Girnamme I
- Tazitta I, Ebarti II
- Lu...rak-lukhan
- (Khutran-temti?)
- Kindattu (contemporaneo di Ibbi-Sin, ultimo rappresentante della terza dinastia di Ur tra il 2028 e il 2004 a.C.)
- Idattu I (circa 2000 a.C.)
- Tan-Rukhuratir (circa 1970 a.C.)
- Ebarti (circa 1970 a.C.)
- Idattu II (circa 1925 a.C.)

Il tramonto dell'Impero accadico e l'ascesa dei Gutei determina una ripresa delle città sumeriche (è la cosiddetta "rinascita sumerica", particolarmente vistosa con la Terza dinastia di Ur). La Lista reale sumerica per questa fase sottolinea il ruolo della "quarta dinastia di Uruk", ma la documentazione archeologica ed epigrafica è particolarmente significativa per il re neo-sumerico Gudea (successore di Ur-Baba e predecessore di Ur-Ningirsu per la dinastia di Lagash). La posizione di Lagash determina un confronto tra Gudea e l'Elam, e abbiamo notizia del fatto che Gudea si è effettivamente scontrato sia con l'Elam sia con Anshan.
Il re neo-sumerico Shulgi (2094-2047) riuscì a conquistare la Susiana e questa rimarrà una provincia dell'impero di Ur III (terza dinastia di Ur), con un ensi indicato dal re, fino all'ultimo re della dinastia, cioè Ibbi-Sin. Il resto dell'Elam rimane invece indipendente. Come già in passato, il rapporto tra Sumer e l'Elam è alterno e contraddittorio: tra i re di Ur III e i dinasti elamici intercorrono matrimoni (le figlie di Ur vengono mandate in sposa in Elam), rapporti commerciali, spedizioni militari, che comunque non conducono mai ad una reale sottomissione da parte dell'Elam. Il definirsi di una dinastia di Simash è da mettere in diretto rapporto con il coagulo rappresentato da Ur III, rispetto al quale la dinastia elamica vuole essere baluardo difensivo. Continuano i contatti tra Sumer e Barakhshi, già in vita durante l'età accadica, ma in questo frangente la mediazione elamica è maggiormente significativa, forse in ragione del respiro meno vasto dell'azione di Ur III rispetto ad Akkad. Si registrano anche dei matrimoni interdinastici tra Ur e Barakhshi, ma i rapporti sembrano sussistere più per iniziativa di Barakhshi che di Ur.
Il regno di Ibbi-Sin dura venticinque anni. Già nel suo settimo anno, il regno sembra essersi contratto alla sola capitale, avendo perduto innanzitutto le città dell'est (Eshnunna, Susa, Lagash, Umma, Nippur), che via via smettono di usare datazioni riferite a Ibbi-Sin e alla dipendenza dalla capitale. Anche facendo riferimento alla documentazione testuale, sembra che i fattori di crisi della terza dinastia di Ur consistano in un periodo di dura carestia e, soprattutto, nell'implacabile avanzare dei Martu (Amorrei), una popolazione nomade di pastori di lingua semitica, verso il paese di Akkad (che i figli di Shulgi avevano protetto, proprio contro l'avanzare amorreo, con l'edificazione di un imponente muro, posto poco a nord della città di Akkad). Nello stesso periodo, anche Gutei e Sua (una popolazione originaria dei monti Zagros, che Shu-Sin, 2037-2029 a.C., dichiara in iscrizioni reali di aver sconfitto) calano dai monti Zagros e irrompono sulle città di Adab e di Kish. Esistono copie paleo-babilonesi di alcune lettere reali che forniscono un quadro del drammatico frangente: Ibbi-Sin si affida all'opera di un suo funzionario, Ishbi-Erra, originario di Mari, per curare l'approvvigionamento di Ur: giunto al nord, Ishbi-Erra denuncia l'impossibilità del progetto, proprio a motivo dell'invasione amorrea, e chiede anzi al re di poter agire con una certa autonomia per la difesa delle città di Nippur e Isin. Ishbi-Erra finisce per staccarsi da Ibbi-Sin, il quale continua a regnare fino ad un attacco dell'Elam che accerchia Ur: la città, stretta in un prolungato assedio, è costretta a capitolare per fame; Ibbi-Sin viene catturato e condotto a Susa, mentre a Ur si installa una guarnigione elamica; il successo elamico su Ur desta grande sconcerto tra le città sumeriche e il "presagio di Ibbi-Sin" resterà sinonimo di presagio di sconfitta e distruzione ("l'Elam ridusse la città di Ur in rovine") ed è anzi sopravvissuto un lungo testo, il Lamento per la distruzione di Ur, che contiene la profezia della sua ricostruzione e che fu probabilmente composto proprio dopo l'inizio della ricostruzione (successivamente, Ishbi-Erra riesce infatti a riconquistare Ur).
Ishbi-Erra risulta poi anche fondatore della dinastia di Isin e continuerà ad operare per contenere l'Elam a est e i Martu a ovest, riuscendo in qualche modo a ripristinare parte dell'eredità imperiale di Ur III.

#### L'epoca deisukkal-makh
Alla dinastia di Simash segue in Elam una dinastia di sukkal-makh (o sukkal-maḫ). L'epoca dei sukkal-makh è una fase di rinnovata attrazione elamica verso l'orbita mesopotamica. Susa è il centro politico dell'organismo elamico per questa fase: la lingua accadica è usata correntemente in Elam, non solo per i rapporti diplomatici con gli Stati mesopotamici, ma anche per l'amministrazione interna.
I fondatori della nuova dinastia (Epartidi e Shilkhakha) adottarono la nuova titolatura "re di Anshan e Susa" e furono loro a spostare la capitale a Susa, a testimonianza dell'interesse elamico per la Mesopotamia amorrea.
Nel XVI secolo a.C., l'Elam e tutto il Vicino Oriente entrano in una fase di penuria documentale.

### Regno medio-elamico

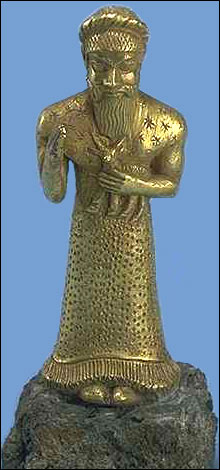
Statuetta di offerente barbuto, dall'acropoli di Susa, XII secolo a.C. (Louvre)

L'apice della civiltà elamica fu raggiunto intorno al XII secolo a.C., con i re Shutruk-Nakhunte I e Shilkhak-In-Shushinak; nel 1155 a.C. gli Elamiti riuscirono a conquistare Babilonia, ponendo fine al dominio cassita. Tuttavia, pochi decenni più tardi il regno fu conquistato ad opera di Nabucodonosor I, re di Babilonia che governò l'Elam all'incirca dal 1127 al 1103 a.C., dopo aver sconfitto inaspettatamente Khutelutush-In-Shushinak. L'Elam piombò a questo punto nell'oblio della storia per più di tre secoli.

### Regno neo-elamico
Liberatosi dai Babilonesi, l'Elam si ricostituì in regno (il cosiddetto regno neo-elamico, il cui sovrano portava il titolo di "re di Elam") intorno all'VIII secolo a.C., per essere poi conquistato per la terza e ultima volta dall'ultimo re degli Assiri, Assurbanipal, che nel 640 a.C. saccheggiò e incendiò Susa, capitale del regno elamico.

### I Persiani e l'eredità elamica
Dopo la conquista da parte di Ciro il Grande la cultura elamica non scomparve completamente. Infatti l'Impero achemenide mostrò rispetto per questa civiltà, di cui si proponeva in parte come erede. I simboli più evidenti di questa successione fra stati sono due: innanzitutto la capitale invernale dell'Impero persiano era proprio Susa e non una città persiana; in secondo luogo fra le tre lingue in cui erano scritte le iscrizioni reali persiane accanto all'accadico ed all'antico persiano c'era l'elamico, che aveva perciò il rango di lingua ufficiale.

### Elimaide
Fra il 147 a.C. ed il 224, in quello che era stato il territorio dell'Elam, fiorì il regno di Elimaide, non più di lingua elamitica, che rimase quasi sempre vassallo dell'Impero partico.

## Arte
Gli elementi più originali dell'arte elamica sono rintracciabili nella fase protostorica (IV millennio), quando i pittori e gli artigiani locali anticiparono alcuni tratti caratteristici dell'estetica persiana.
Nel III millennio comparvero la lavorazione del bronzo, l'arte funeraria regale, la ceramica policroma e le statuette stilizzate. I sigilli in pietra furono incisi per raffigurare demoni animali ed i rilievi dimostrarono un'influenza sumera.
Nel II millennio l'arte elamica si distinse sia per un gusto geometrizzante, sia per l'uso delle paste di maiolica e del bitume, usato per i vasi e per la malta delle costruzioni. A questo periodo risalgono grandi sculture in terracotta raffiguranti animali e idoli femminili.
L'architettura in cotto si manifestò soprattutto attraverso costruzioni di maestosi palazzi, templi e ziqqurat a più piani. La maestria e l'originalità elamica si espresse nelle decorazioni e nella lavorazione delle mattonelle smaltate.
Nel I millennio proseguì la produzione di rilievi in cotto e di piastrelle figurate, raffiguranti in massima parte grifoni.